# Ле-Рё (кантон)
Ле-Рё (фр. Rheu) — кантон во Франции, находится в регионе Бретань, департамент Иль и Вилен. Входит в состав округа Ренн.

## История
Кантон образован в результате реформы 2015 года. В его состав вошли отдельные коммуны нескольких упраздненных кантонов.

## Состав кантона с 22 марта 2015 года
В состав кантона входят коммуны (население по данным Национального института статистики за 2018 г.):
- Бреаль-су-Монфор (6 262 чел.)
- Везен-ле-Коке (5 987 чел.)
- Л′Эрмитаж (4 533 чел.)
- Ла-Шапель-Туаро (2 195 чел.)
- Ле-Верже (1 439 чел.)
- Ле-Рё (8 914 чел.)
- Мордель (7 356 чел.)
- Сентре (2 344 чел.)
- Шавань (4 187 чел.)

## Политика
На президентских выборах 2022 г. жители кантона отдали в 1-м туре Эмманюэлю Макрону 35,5 % голосов против 22,7 % у Жана-Люка Меланшона и 15,4 % у Марин Ле Пен; во 2-м туре в кантоне победил Макрон, получивший 73,8 % голосов. (2017 год. 1 тур: Эмманюэль Макрон – 33,2 %, Жан-Люк Меланшон – 21,0 %, Франсуа Фийон – 16,4 %, Марин Ле Пен – 12,2 %; 2 тур: Макрон – 81,3 %. 2012 год. 1 тур: Франсуа Олланд — 37,4 %, Николя Саркози — 23,8 %, Франсуа Байру — 12,9 %, Марин Ле Пен — 11,7 %; 2 тур: Олланд — 59,6 %).
С 2015 года кантон в Совете департамента Иль и Вилен представляют член совета города Мордель Армель Бийяр (Armelle Billard) и президент Совета, бывший мэр города Ле-Рё Жан-Люк Шеню (Jean-Luc Chenut) (оба — Социалистическая партия).
|                | Кандидаты                        | Партия                   | Первый тур | Первый тур     | Второй тур | Второй тур |
| Кол-во голосов | Кандидаты                        | Партия                   | % голосов  | Кол-во голосов | % голосов  |            |
| -------------- | -------------------------------- | ------------------------ | ---------- | -------------- | ---------- | ---------- |
|                | Армель Бийяр Жан-Люк Шеню        | Социалистическая партия  | 4 327      | 40,86          | 5 984      | 59,42      |
|                | Жерар Берре Ингрид Корминье      | Прочие                   | 2 722      | 25,70          | 4 087      | 40,58      |
|                | Жоэль Ле Галь Стефани Лефевр     | Левый блок – Зелёные     | 2 048      | 19,34          |            |            |
|                | Беренжер Ле Фурнье Самюэль Сайяр | Национальное объединение | 1 493      | 14,10          |            |            |

|                | Кандидаты                         | Партия                  | Первый тур | Первый тур     | Второй тур | Второй тур |
| Кол-во голосов | Кандидаты                         | Партия                  | % голосов  | Кол-во голосов | % голосов  |            |
| -------------- | --------------------------------- | ----------------------- | ---------- | -------------- | ---------- | ---------- |
|                | Армель Биллар Жан-Люк Шеню        | Социалистическая партия | 6 298      | 44,74          | 8 006      | 61,67      |
|                | Мари де Блик Арно де Миньер       | Разные правые           | 3 337      | 23,71          | 4 975      | 38,33      |
|                | Александр Грийон Даниэль Гедё     | Национальный фронт      | 2 479      | 17,61          |            |            |
|                | Катель Отре-Кормье Флориан Пинель | Европа Экология Зелёные | 1 962      | 13,94          |            |            |